# Santuario della Madonna del Giglio
Il santuario della Madonna del Giglio si trova a Prato in via San Silvestro, adiacente a piazza San Marco.

## Storia

### L'antico Spedale del Dolce
Intorno al 1270 in questo luogo sorgeva la chiesa dello Spedale di San Silvestro, fondato nei pressi di Porta Tiezi alla metà del sec. XIII da Dolce de' Mazzamuti, venne sottoposto fino da allora al controllo diretto del Comune di Prato. Non sappiamo se all'epoca l'ospedale, a fianco della consuete attività di assistenza agli ammalati ed ai pellegrini, svolgesse anche quella di accoglienza di bambini abbandonati, sicuramente praticata dagli inizi del Quattrocento e che ne diverrà l'attività principale. L'ospedale era amministrato da due rettori, eletti dagli Otto di Prato, ai quali spettava la nomina del camarlingo, cui era affidata la gestione economica e la tenuta dei registri contabili. Dopo un primo periodo di notevole sviluppo, dovuto soprattutto ai lasciti ed alle donazioni, l'ospedale subì un notevole tracollo economico, legato in particolare al sacco del 1512 operato dalle truppe spagnole  e ad una grave epidemia di peste (1526). Proprio per rimediare a tale dissesto il granduca Cosimo I Medici, che già nel 1537 ne aveva ordinato la chiusura, ne decretò l'unificazione con l'Ospedale della Misericordia.

### Il Santuario
La chiesa, di cui resta visibile il portale duecentesco sotto il portico, fu trasformata in santuario dopo una serie di miracoli che presero avvio il 26 agosto 1664 col prodigioso rifiorire di un giglio secco posto davanti a una Madonna col Bambino del primo Quattrocento, dipinta sul pozzo esterno alla chiesa.
La trasformazione in santuario fu condotta su progetto di Pier Francesco Silvani e si concluse nel 1680 con il trasporto del venerato dipinto nell'imponente altare maggiore in scagliola (1665), su disegno di Giovan Battista Balatri, completato nel 1705 da una tela di Pier Dandini con Dio Padre e santi. I monocromi di fianco all'altare maggiore e le altre decorazioni sono opera di Rinaldo Botti e collaboratori (1717 circa).
Uno degli altari laterali, realizzati nel 1670-1674 è ornato da una tela di Alessandro Rosi  raffigurante i Santi Francesco Saverio e Pietro d'Alcantara.
Il santuario fu utilizzato dal 1788 come cappella mortuaria del vicino cimitero, poi dal 1791 come sede della Compagnia di San Bartolomeo. Nella seconda metà del Seicento viene annesso alla parrocchia di San Marco.

### Storia recente
Nel 1944 la basilica fu in parte danneggiata dai bombardamenti alleati e circa un terzo del portico antistante alla chiesa fu distrutto.
Nel 1982 il canonico Renzo Francalanci ha fatto in modo che alla Madonna del Giglio nell'affresco sovrastante l'altare maggiore, fosse apposta una corona d'oro, dando così all'immagine la definizione Maria incoronata Regina.
Il rettore ha inoltre istituito presso il santuario la comunità dei cosiddetti Cavalieri del Giglio, con lo scopo di assicurare la custodia e il servizio al santuario. Questi cavalieri e dame, ogni anno, organizzano attività benefiche a favore delle necessità del Santuario e diversi gemellaggi internazionali. Egli ha dato inoltre ospitalità al gruppo dei Cavalieri del Santo Sepolcro, che hanno curato il restauro del santuario.
Dal 1980 per oltre 40 anni fino alla scomparsa avvenuta il 2 marzo 2021 il rettore del santuario è stato il can. Renzo Francalanci, archimandrita della Chiesa greco-melchita cattolica di Antiochia, Alessandria e Gerusalemme.

## Altre immagini

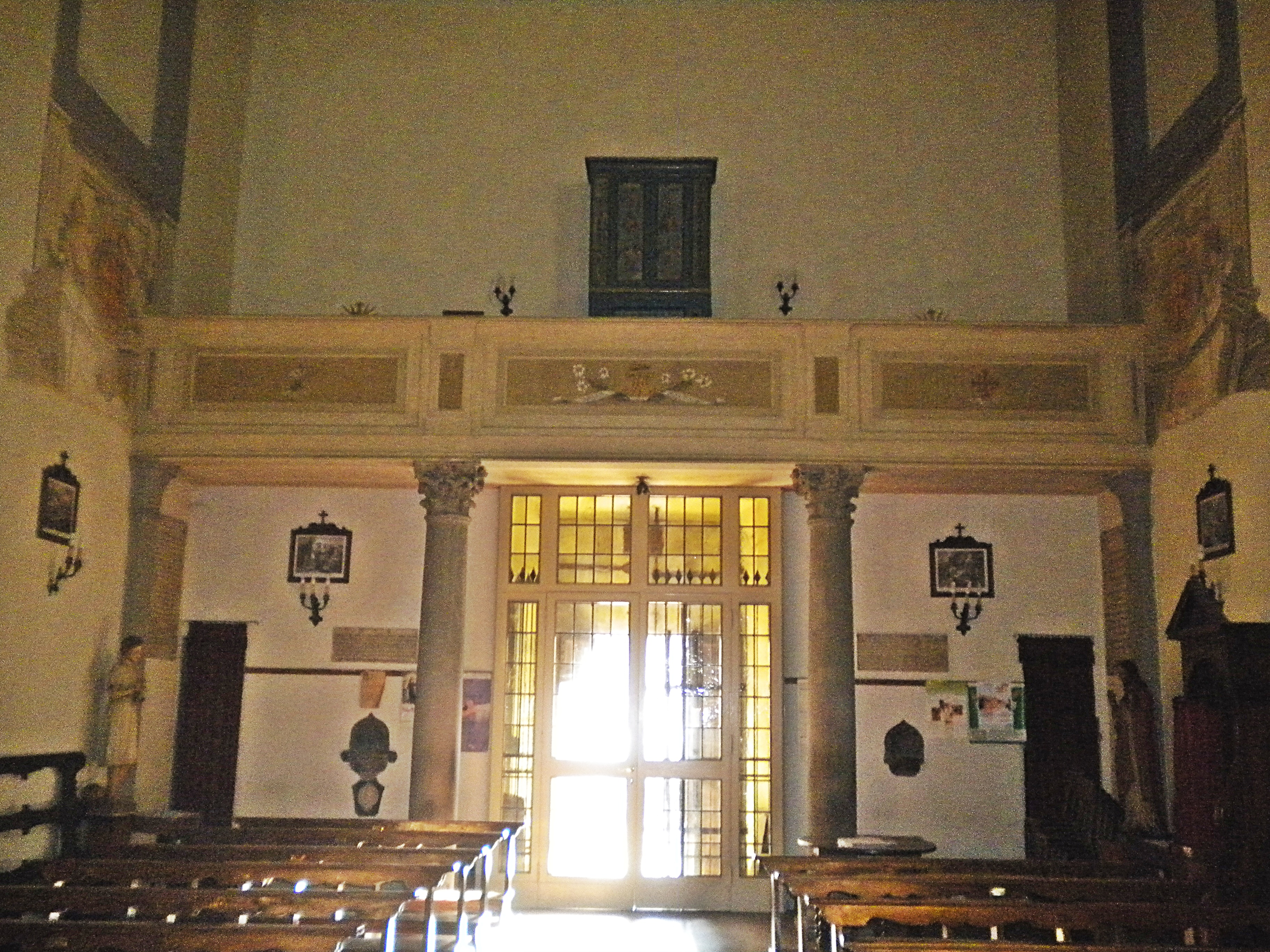
Interno
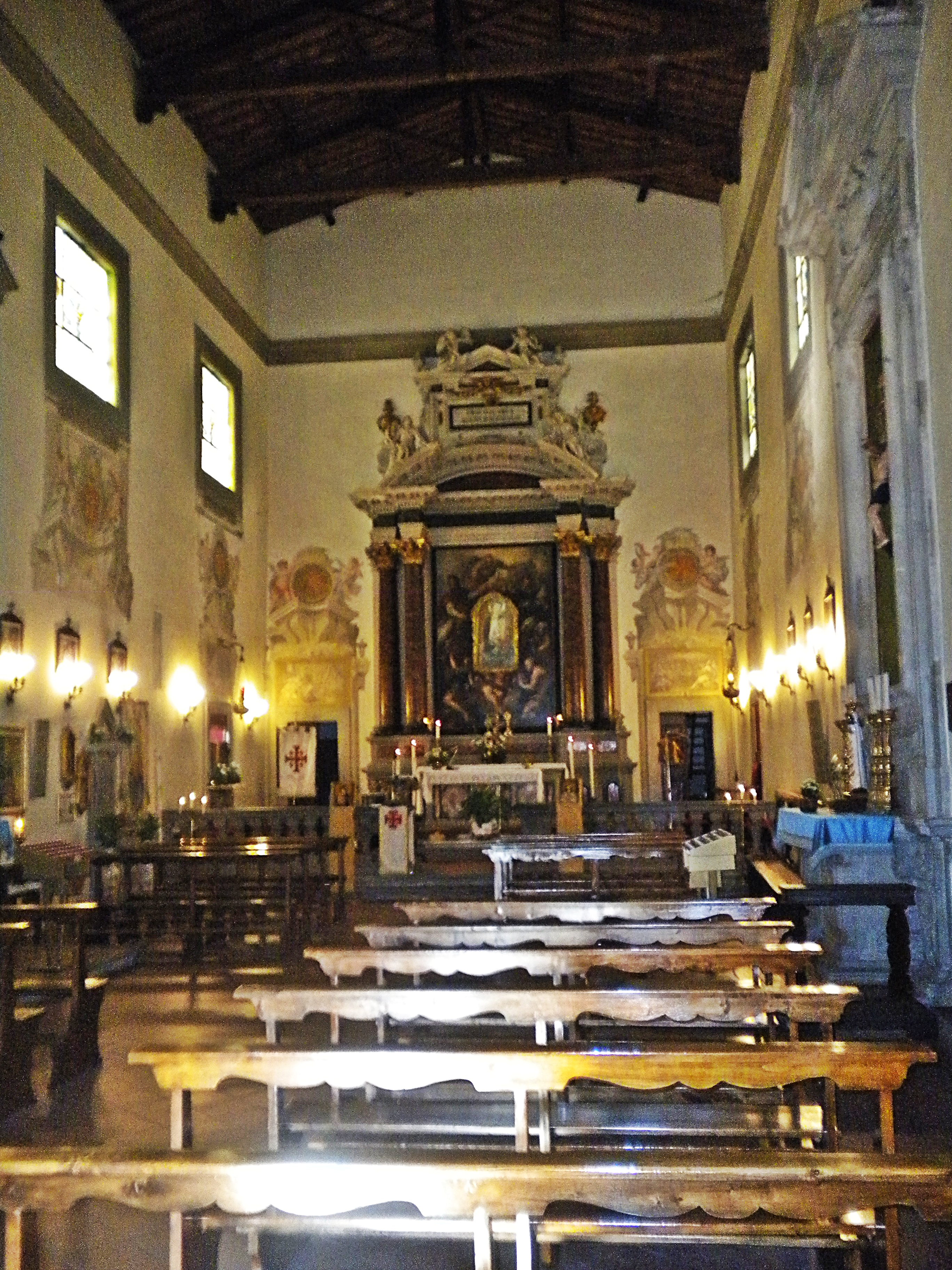
Interno
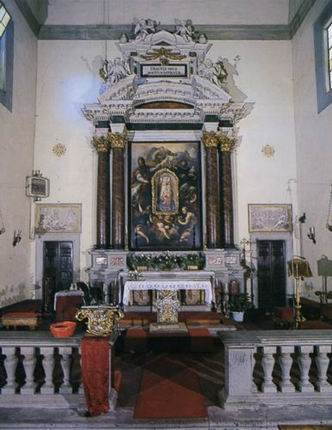
Interno
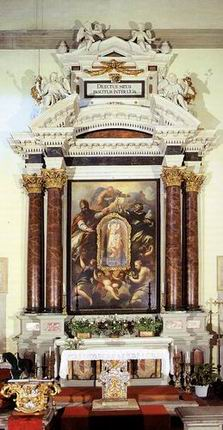
Altare maggiore
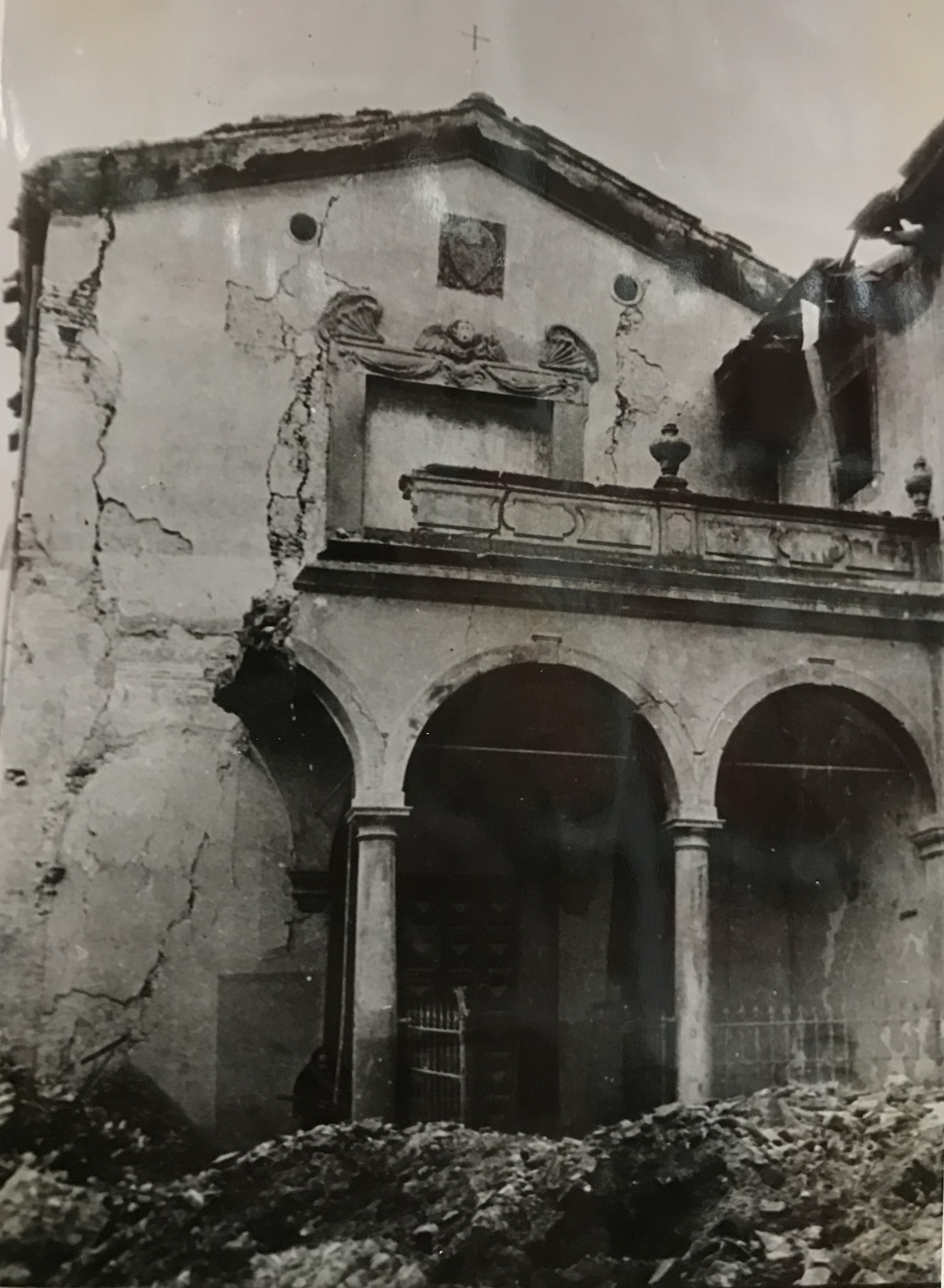
La Basilica danneggiata nel 1944
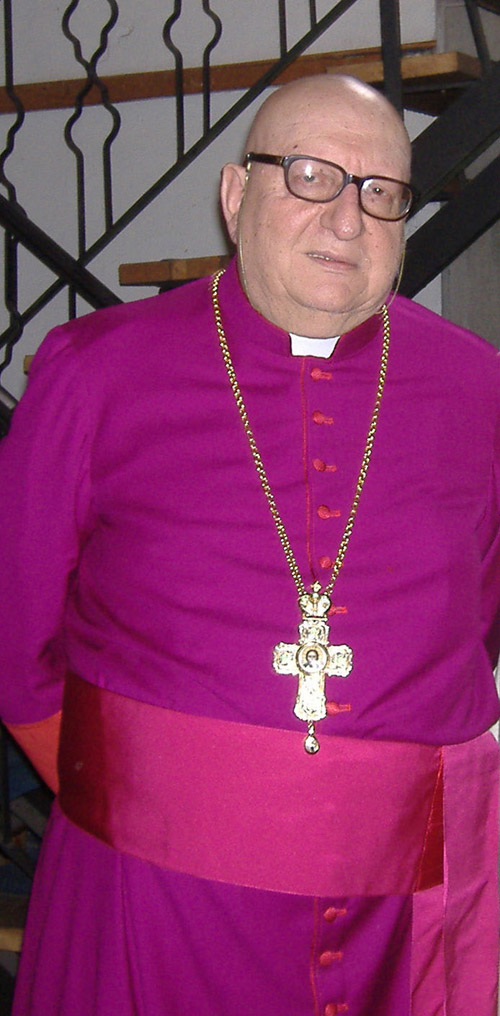
Mons. Renzo Francalanci, rettore e custode del santuario